# Atlético Anzoátegui
Atlético Anzoátegui apareció en el año 1986 como el tercer club profesional del estado Anzoátegui que participaba en la Primera División de Venezuela. Fue fundado en 1984 con el firme objetivo de regresar a la entidad a la actividad rentada y se estrenó ese mismo año en la Segunda División con un uniforme que se volvió una tradición: amarillo y rojo. Tuvo su base principal en la ciudad oriental de Puerto La Cruz y disputó sus partidos como anfitrión en el Estadio Olímpico del Complejo Deportivo Luis Ramos del eje citadino Barcelona-Puerto La Cruz, inaugurado el 8 de diciembre de 1965 y tras su reconstrucción en 2007 fue denominado Estadio José Antonio Anzoátegui del también renombrado polideportivo Libertador Simón Bolívar. Militó en la Primera División de Venezuela con esta y otras denominaciones posteriores, como: Internacional de Puerto La Cruz y Anzoátegui FC. Esto, hasta la temporada de 1995-96, cuando descendió de categoría y un par de campañas más tarde (1997-98) desapareció.

## Historia
Atlético Anzoátegui debuta en la temporada 1984 de la Segunda División con su llamativo uniforme aurirrojo y ocupa el segundo lugar de la tabla de posiciones por detrás del entonces ascendido Caracas-Yamaha. Así regresa a la palestra nacional al disputar un partido de Promoción o Permanencia en el que cae por la mínima diferencia ante Mineros de Guayana, que venía de ocupar el último puesto de la clasificación general en la Primera División, por lo que el sueño de volver a la máxima categoría debió esperar un año más.
Una serie de factores ocurridos en 1985 permiten el ascenso de los orientales y su regreso a la Primera División de Venezuela después de casi ocho años de ausencia tras el descenso y desaparición de Universitarios de Oriente en 1978. Atlético Anzoátegui ocupó el tercer lugar de un Cuadrangular Final de Segunda División en 1985, pero la no confirmación del Atlético Portuguesa, que escoltó en la clasificación final al líder SC Marítimo. Sumado al retiro tanto del Atlético San Cristóbal, que se fusiona con Deportivo Táchira en Unión Atlético Táchira como del Nacional Carabobo en la máxima categoría, permitieron a los anzoatiguenses volver a Primera. Se convirtió así en uno de los 11 equipos que disputaron un breve torneo de adecuación en 1986, con la finalidad de disputar sus campeonatos con el formato europeo de iniciar el calendario en agosto-septiembre y terminar en mayo-junio.

## Temporada 1984
Atlético Anzoátegui debuta en la Segunda División del fútbol venezolano en un campeonato del que no se tiene más referencia que el hecho de haber ocupado el segundo lugar de la clasificación general detrás del campeón Caracas-Yamaha, que pasó a convertirse en Caracas FC al año siguiente. Los orientales disputan este año un playoff de Promoción y Permanencia frente al último lugar de la máxima categoría: Mineros de Guayana.

### Playoff de Promoción y Permanencia
| 28 de noviembre de 1984 | Mineros de Guayana | 1:0 | Atlético Anzoátegui | Estadio Cachamay, Puerto Ordaz |  |
| Mineros de Guayana ocupó el último lugar (11) en Primera División y disputó un partido contra el subcampeón de Segunda: Atlético Anzoátegui |                    |     |                     |                                |  |

## Temporada 1985
Atlético Anzoátegui disputa su segunda campaña en la Segunda División del fútbol venezolano. Un campeonato en el que se estrena con una victoria 3-2 sobre la Academia Venezolana de Fútbol, el 14 de julio, en el Estadio Olímpico del Polideportivo Luis Ramos. Pero, una sorpresiva derrota en casa 3-0 ante Miranda-Canarias, el 29 de septiembre, lo aleja del liderato del Grupo Central que comandó CS Marítimo de inicio a final, para clasificarse ambos a un Cuadrangular Final que -en principio- ascendería al campeón. Aunque, terminó por otorgar tres cupos a la máxima categoría del fútbol nacional.

## Temporada 1986
Atlético Anzoátegui disfruta este año de su estreno en la Primera División del fútbol venezolano. Esto, durante un torneo experimental de adecuación para cambiar el formato y jugar dos semestres como entonces en el viejo continente. Así, comenzar sus campeonatos en agosto o septiembre y terminarlos en mayo-junio para no toparse con los Mundiales, Copa América y ese tipo de competiciones internacionales.  
Esta temporada la disputan apenas 11 equipos, divididos en dos grupos: Oriental con seis clubes y el Occidental con cinco elencos, para definir al campeón. La fase eliminatoria se inaugura el 9 de febrero y termina el 30 de marzo, lo que significó apenas dos meses de acción. Los anzoatiguenses disputaron 10 partidos, mientras que los occidentales jugaron ocho encuentros en ese periodo. Los tres mejores conjuntos de cada sector avanzaron a un Hexagonal Final, ronda que tras 10 compromiso por equipo coronó al Deportivo Táchira como campeón nacional, el 31 de mayo. 
Los anzoatiguenses, que se estrenan en la máxima categoría el 9 de febrero con una victoria en casa 2-0 sobre Mineros de Guayana. Disputan apenas 10 partidos en este torneo de adecuación en un Grupo Oriental que lideró el Deportivo Italia y que clasificó además al CS Marítimo y al Caracas FC a un Hexagonal Final que coronó como campeón al Deportivo Táchira en este certamen de 1986. Los aurirrojos ganan tras su debut apenas dos partidos más en ese semestre y ambos (ida y vuelta) sobre la UCV FC, por la mínima diferencia.

## Temporada 1986-87
El club disputa su primer torneo largo en la Primera División del fútbol venezolano. Un campeonato nacional con 14 equipos, que se dividieron en dos grupos (Oriental y Occidental), para avanzar a una etapa final en formato de todos contra todos. El calendario de ronda eliminatoria comenzó el 21 de septiembre de 1986 y terminó el 25 de marzo de 1987. Todos los clubes completaron 24 partidos, para definir a los clasificados a la siguiente fase. Así, los mejores cuatro de cada zona avanzaron a un Octogonal Final, que tras 14 fechas coronó como campeón al CS Marítimo, el 21 de junio de 1987. 
Los aurirrojos debutan con un empate sin goles con Deportivo Italia en el eje metropolitano Barcelona-Puerto La Cruz. Pierden sus siguientes tres presentaciones: Mineros, Caracas y UCV, hasta lograr su primer triunfo del torneo. Una victoria en casa por la mínima diferencia sobre Galicia de Caracas, el 18 de octubre. El solitario gol de Alexis Alonzo sentenció la celebración anzoatiguense. Se quedan a sólo dos puntos del cuarto lugar, que conquistó Mineros de Guayana y se despidieron en la ronda regular.

## Temporada 1987-88
Atlético Anzoátegui afronta una segunda temporada con cambio de formato en la Primera División del fútbol venezolano. Un campeonato nacional con 14 equipos, que se enfrentaron en un grupo único y todos contra todos, para avanzar a una etapa final en ese mismo formato. El calendario de ronda eliminatoria comenzó el 4 de octubre de 1987 y terminó el 17 de abril de 1988. Todos los clubes completaron 26 partidos, para definir a los clasificados a la siguiente fase. Así, los mejores ocho conjuntos de la tabla general avanzaron a un Octogonal Final, que tras 14 fechas coronó como campeón de nuevo al CS Marítimo, el 24 de julio de 1988. 
Los anzoatiguenses se estrenaron con un revés por la mínima ante Marítimo en el Polideportivo Luis Ramos, gol de Pedro Febles. El primer triunfo de los orientales llegó en la cuarta fecha del calendario. Una agónica victoria 3-2 sobre UCV FC en Puerto La Cruz, el 25 de octubre, gracias a los goles de Frank Marcano, Eladio Pereira y Félix Gutiérrez para los aurirrojos. Anzoátegui consigue la mejor goleada de esta etapa en la Jornada 12, el 20 de diciembre, cuando se impusieron en casa 3-0 sobre Estudiantes de Mérida. Dos goles de Eladio Pereira y uno de Francisco Malavé sellaron el festín. En este campeonato, lamentablemente también sufren su peor derrota. El 27 de marzo de 1988, pierden 8-0 con UA Táchira en San Cristóbal. Un abrumador resultado que los deja fuera de la clasificación a la siguiente fase.

## Temporada 1988-89
Atlético Anzoátegui juega su tercera temporada en la Primera División del fútbol venezolano, con dos nuevos invitados. Un campeonato nacional con 16 equipos, que se enfrentaron en un grupo único y todos contra todos, para definir al campeón por rendimiento al eliminar la etapa final. El calendario de la competición comenzó el 2 de octubre de 1988 y terminó el 28 de mayo de 1989, con la coronación de Mineros de Guayana. Todos los clubes disputaron un total 30 partidos, en esta campaña. 
Los orientales debutaron con un contundente revés 4-0 ante Mineros en Puerto Ordaz. Iniciaron el calendario por segunda ocasión con revés ante el campeón al final del torneo. En la fecha siguiente, lograron su primer triunfo al imponerse 2-0 sobre Peninsulares de Araya en Puerto La Cruz, el 9 de octubre, gracias a los goles de Roberto Rodríguez y Fernando Seco. El 20 de noviembre, Anzoátegui sufrió un forfeit al no presentarse en Mérida y perdió 1-0 con Estudiantes en la Jornada 8. Esto, debido a que el avión en donde viajaba la delegación aurirroja no pudo entrar al aeropuerto andino y fue desviado. Los anzoatiguenses se despidieron con un empate en casa 1-1 con Galicia de Caracas, su último partido como Atlético Anzoátegui. Cambiaron su denominación a Internacional de Puerto La Cruz para el siguiente campeonato.

### Último partido en Primera División
| Jornada 30 de Primera División; 28 de mayo de 1989                                                  | Atlético Anzoátegui | 1:1 | Galicia de Caracas | Polideportivo Luis Ramos, Puerto La Cruz |                        |
| | E. Sánchez; Gustavo Mata, Ramón Salazar, S. Wanderli Filho, J. Ríos; José Guerra, Fernando Seco, Rómulo Otero; George Campos, Félix Gutiérrez, J.C. Mustillo Fernando Seco |     | E. Ferreira; O. Alonzo, J. Giménez, C. Carvallo, O. Méndez; R. Rodríguez, J. Bonifaz, N. Arias, A. Ruiz; Tito Díaz, R. Restifo. Tito Díaz | Árbitro(s): Jairo Toro                   | Árbitro(s): Jairo Toro |
| Atlético Anzoátegui cambia de denominación para la temporada 1989-90 a Internacional Puerto La Cruz | |     | |                                          |                        |

## Datos y cifras
- Temporadas en Primera División: 4
- Temporadas en Segunda División: 2
- Partidos en Primera: 90
- Partidos en Segunda: 37
- Mejor puesto en Primera: 5º (1986-87)
- Peor puesto en LiMayor: 14º (1988-89)
- Mayor victoria en casa: 3-0 vs Estudiantes de Mérida, el 20 de diciembre de 1987 (Jornada 12)
- Mayor victoria de visitante: 1-3 vs Arroceros de Calabozo, el 30 de octubre de 1988 (Fecha 3)
- Mayor derrota en casa: 0-3 vs CS Marítimo, el 26 de octubre de 1986 (Jornada 6)
- Mayor derrota de visitante: 8-0 vs UA Táchira, el 27 de marzo de 1988 (Jornada 24)
- Partido con más goles: (8) 8-0 vs UA Táchira, el 27 de marzo de 1988 (Jornada 24)
- Líder goleador del club: 14 - Eladio Pereira
- Más partidos jugados: 62 - Félix Gutiérrez
- Más arcos en cero: 12 - J. Salazar (Portero)